# Jedenasta godzina
Jedenasta godzina (ang. Eleventh Hour) – amerykański serial telewizyjny wyprodukowany przy współpracy Jerry Bruckheimer Television, Granada Television International i Warner Bros. Television, bazujący na brytyjskim serialu z 2006 o tym samym tytule.

## Zarys fabuły
Jest to opowieść o Jacobie Hoodzie (Rufus Sewell), błyskotliwym biofizyku i doradcy naukowym FBI, rozwiązującym zagadki o naukowym charakterze, których inni agenci nie umieją rozwikłać. Agent specjalny Rachel Young (Marley Shelton) została wyznaczona, by chronić Hooda. Oboje współpracują z agentem specjalnym Feliksem Lee (Omar Benson Miller).

## Postacie
- Dr Jacob Hood (odcinki 1-18) – doradca naukowy FBI, prowadzi dochodzenia w sprawie przestępstw, które mogą mieć naukowe wyjaśnienie. Chociaż Hood jest niezwykle błyskotliwy, czasami gubi się we własnych myślach. Jest to połączone z jego niskim zakresem uwagi i kiepskimi społecznymi umiejętnościami, co powoduje, że inni postrzegają go jako ekscentryka. On sam często robi rzeczy, które narażają go na niebezpieczeństwo, np. skacze przed samochód umykającego podejrzanego, by zdobyć numer rejestracyjny auta. Takie zachowania często denerwują Rachel. Hood jawi się jako człowiek niewierzący, interesują go głównie tematy naukowe (jak matematyka) i filozoficzne. Opiekował się swoją żoną, która zmarła na raka.

- Rachel Young (odcinki 1-18) agent specjalny FBI – „opiekun” Hooda. Chociaż jest zatrudniona do ochrony partnera, mawia, że jej praca to "bronienie go przed samym sobą". Ona przygląda się wielu jego dziwactwom z pewnego rodzaju sympatią, chociaż często czuje się speszona. Denerwuje ją też czasem nieodpowiedzialne zachowanie Jacoba, np. przypadkowe wciśnięcie guzika alarmowego. Hood jest jej przyjacielem, choć często z nią flirtuje.

## Odcinki

### Sezon 1
| Nr | Tytuł | Data premiery        | Scenariusz                        | Reżyseria        | Nr w serii |
| -- | --- | -------------------- | --------------------------------- | ---------------- | ---------- |
| 1  | Wskrzeszenie | 9 października 2008  | Mick Davis i Stephen Gallagher    | Danny Cannon     | 1,01       |
| 1  | Dochodzenie ujawnia wielokrotne próby klonowania ludzi. |                      |                                   |                  |            |
| 2  | Sercowy | 16 października 2008 | Mick Davis                        | Clark Johnson    | 1,02       |
| 2  | Kilkoro jedenastoletnich chłopców umiera na ataki serca. |                      |                                   |                  |            |
| 3  | Agro | 23 października 2008 | Heather Mitchell                  | Danny Cannon     | 1,03       |
| 3  | Doktor Hood przeprowadza śledztwo w sprawie kilku przypadków paraliżu spowodowanego pokarmem na obszarze północnej Kalifornii. |                      |                                   |                  |            |
| 4  | Sawant | 30 października 2008 | Heather Mitchell                  | -                | 1,04       |
| 4  | Nastolatkowie cierpiący na autyzm zostają porwani. |                      |                                   |                  |            |
| 5  | Ograniczanie | 6 listopada 2008     | Adam Targum i Stephen Gallagher   | Danny Cannon     | 1,05       |
| 5  | Tajemnicza choroba zagraża miastu Pittsburgh w stanie Pensylwania |                      |                                   |                  |            |
| 6  | Zamarznąć | 13 listopada 2008    | André Bormanis                    | Karen Gaviola    | 1,06       |
| 6  | Seria tajemniczych zgonów spowodowanych zamrożeniem ludzkiego ciała na stałe ma miejsce na Zachodnim Wybrzeżu USA. |                      |                                   |                  |            |
| 7  | Przypływ | 20 listopada 2008    | Fred Golan i Angel Dean Lopez     | Guy Ferland      | 1,07       |
| 7  | Rządowy eksperyment, w którym żołnierze USA są poddani nieludzkim eksperymentom wychodzi spod kontroli w stanie Nevada. |                      |                                   |                  |            |
| 8  | Tytani | 4 grudnia 2008       | Speed Weed                        | Nick Gomez       | 1,08       |
| 8  | Studenci w college'u umierają z powodu choroby dekompresyjnej. |                      |                                   |                  |            |
| 9  | Tkanka | 11 grudnia 2008      | Ben Lee                           | David M. Barrett | 1,09       |
| 9  | Kilku studentów w Miami na Florydzie zjada mięsożerna bakteria. |                      |                                   |                  |            |
| 10 | H2O | 15 stycznia 2009     | Kim Newton i Heather Mitchell     | Terry McDonough  | 1,10       |
| 10 | Podczas przeprowadzania śledztwa w sprawie przypadków przemocy w Teksasie, Hood staje się w nie uwikłany. |                      |                                   |                  |            |
| 11 | Cud | 22 stycznia 2009     | Mick Davis i Simon Stephenson     | Paul Shapiro     | 1,11       |
| 11 | Młody chłopiec chory na raka cudownie wyzdrowiał po napiciu się wody mineralnej. |                      |                                   |                  |            |
| 12 | Nieśmiertelny | 29 stycznia 2009     | Ildy Modrovich                    | Jeffrey Hunt     | 1,12       |
| 12 | Hood interesuje się milionerem z dwoma sercami, dzięki którym wyglądał i czuł się młodszym. |                      |                                   |                  |            |
| 13 | Pinokio | 12 lutego 2009       | Angel Dean Lopez                  | Guy Ferland      | 1,13       |
| 13 | Hood przeprowadza śledztwo w sprawie klonowania ludzi i przypuszcza, że Geppetto (postać z odcinka pierwszego) powrócił.. |                      |                                   |                  |            |
| 14 | Minamata | 19 lutego 2009       | Adam Targum                       | Dermott Downs    | 1,14       |
| 14 | Pilot helikoptera nagle traci wzrok podczas pilotażu i przeprowadzania sprawozdania telewizyjnego nt. ruchu ulicznego, umiera w wypadku. Hood odnajduje tajemniczą truciznę nim inni mogą zginąć. Nowy członek zespołu pomaga w śledztwie. Omar Benson Miller jako Agent Specjalny Felix Lee |                      |                                   |                  |            |
| 15 | Elektronowy | 26 lutego 2009       | Heather Mitchell i André Bormanis | Nick Gomez       | 1,15       |
| 15 | Hood przeprowadza śledztwo w sprawie zgonu 30 ludzi, zabitych przez pioruny podczas zaledwie dziesięciominutowej burzy. |                      |                                   |                  |            |
| 16 | Przejście | 5 marca 2009         | Stephen Gallagher                 | Paul McCrane     | 1,16       |
| 16 | Doktor Hood ma zadanie ustalić dlaczego trucizna zabija ludzi w mieście Filadelfia. |                      |                                   |                  |            |
| 17 | Olfactus | 12 marca 2009        | Angel Dean Lopez i Ildy Modrovich | Paul Shapiro     | 1,17       |
| 17 | Cztery zabójstwa podczas tygodnia poświęconego modzie, spowodowane nagłymi atakami szału, oto następne wyzwanie dla doktora Hooda. W roli Gretchen Morris, recepcjonistki, Samantha Shelton, młodsza siostra Marley Shelton.                                                                 |                      |                                   |                  |            |
| 18 | Medea | 4 kwietnia 2009      | Stephen Gallagher                 | Guy Ferland      | 1,18       |
| 18 | Zastępca szefa FBI jest oskarżony o porwanie dziecka pewnej matki, a dr Hood jest jedynym, który jej wierzy |                      |                                   |                  |            |